# TeenAngels III
TeenAngels III es el cuarto trabajo discográfico y el tercer disco de estudio de la banda juvenil Teen Angels, el grupo desprendido de la novela Casi ángeles. Este disco es la banda sonora de la tercera temporada de la novela.

## Información del disco
La tercera temporada de a Casi ángeles comenzó el 1 de abril de 2009 en Telefe, dando paso al lanzamiento del tercer álbum de estudio de la banda llamado de manera homónima, TeenAngels III (siguiendo la tendencia de los anteriores). Su single de difusión fue «Que Nos Volvamos A Ver», para muchos uno de los mayores éxitos de la banda. 
Su single de difusión fue «Que Nos Volvamos A Ver», para muchos uno de los mayores éxitos de la banda. El álbum llpermaneció por varias semanas en las liastas de mejores ventas.  También presentaron un segundo sencillo, «Vuelvo a casa», a mediados de año.
El disco cuenta con las interpretaciones de la banda Teen Angels integrada por Peter Lanzani, Lali Espósito, Gastón Dalmau, China Suárez y Nicolás Riera, pero también cuenta con la participación de Emilia Attias y Mariano Torre (protagonistas de la serie), Jimena Barón y el grupo MAN! (integrado por Rocío Igarzábal, Pablo Martínez, Candela Vetrano, María del Cerro y Agustín Sierra).
El disco fue certificado platino por la Cámara Argentina de Productores de Fonogramas y Videogramas (CAPIF), debido a la buena aceptación y desempeño de ventas del mismo en Argentina.

## Contenido del disco
De las catorce canciones, cuatro son interpretadas íntegramente por la banda Teen Angels, otras dos por los Teen Angels acompañados por Emilia Attias y una por la banda en conjunto con Emilia Attias y Jimena Barón. El resto del disco contiene cuatro temas solistas, interpretados por miembros de la banda, además de un dúo realizado por la pareja protagonista de la serie (Emilia Attias y Mariano Torre), un tema de la banda MAN! y un tema solista interpretado por Pablo Martínez, integrante de la banda MAN!. 
| Teen Angels III |                          |                                                             |                                                             |          |  |
| N.º             | Título                   | Letras                                                      | Música                                                      | Duración |  |
| 1.              | «Que Nos Volvamos a Ver» | María Cristina De Giacomi Fernando López Rossi Pablo Durand | María Cristina De Giacomi Fernando López Rossi Pablo Durand | 3:08     |  |
| 2.              | «Quien»                  | De Giacomi López Rossi Durand                               | De Giacomi López Rossi Durand                               | 3:01     |  |
| 3.              | «Te Perdí»               | De Giacomi                                                  | López Rossi Durand                                          | 4:02     |  |
| 4.              | «Cual»                   | De Giacomi                                                  | López Rossi Durand                                          | 3:39     |  |
| 5.              | «Una Vez Más»            | De Giacomi                                                  | López Rossi Durand Mariela Perticari                        | 3:41     |  |
| 6.              | «Hoy»                    | De Giacomi                                                  | López Rossi Durand                                          | 2:57     |  |
| 7.              | «Vuelvo a Casa»          | De Giacomi                                                  | López Rossi Durand                                          | 3:38     |  |
| 8.              | «Pensando en Vos»        | De Giacomi López Rossi Durand                               | De Giacomi López Rossi Durand                               | 3:28     |  |
| 9.              | «Un Día Más»             | De Giacomi                                                  | López Rossi Durand                                          | 3:22     |  |
| 10.             | «Cuando Llegue Tu Amor»  | De Giacomi López Rossi Durand                               | De Giacomi López Rossi Durand                               | 4:17     |  |
| 11.             | «Salvar La Paz»          | De Giacomi                                                  | López Rossi Durand                                          | 3:48     |  |
| 12.             | «Siento»                 | De Giacomi                                                  | López Rossi Durand                                          | 3:19     |  |
| 13.             | «Por El Sí»              | De Giacomi                                                  | López Rossi Durand                                          | 3:42     |  |
| 14.             | «Casi Un Sueño»          | De Giacomi                                                  | López Rossi Durand Perticari                                | 3:05     |  |

## Tour del disco
En septiembre se presentan en Madrid, España, en un show especial en el Flagship Store de la Telefónica, para aproximadamente 600 invitados.
En octubre se presentan por primera vez en Israel dónde realizaron una serie de presentaciones en el estadio Nokia de la ciudad de Tel Aviv ante aproximadamente 78 mil personas.
Durante el año, Teen Angels también realizó varias presentaciones promocionales por Latinoamérica, donde visitaron Chile, Perú, Uruguay, Venezuela, Guatemala, República Dominicana, Costa Rica, Panama, Ecuador, entre otros. A principios de año la banda también se presentó en México donde realizaron un Pocketshow en el lunario del Auditorio Nacional.  

## Posicionamiento en listas

### Listas semanales
| Lista (2009)      | Mejor posición |
| ----------------- | -------------- |
| Argentina (CAPIF) | 1              |

### Listas anuales
| Lista (2009)      | Mejor posición |
| ----------------- | -------------- |
| Argentina (CAPIF) | 5              |

## Certificaciones
| Territorio      | Organismo certificador | Certificación | Ventas certificadas | Ref.  |
| --------------- | ---------------------- | ------------- | ------------------- | ----- |
| América del Sur |                        |               |                     |       |
| Argentina       | CAPIF                  | Platino       | 40 000              | [ 7 ] |